# Préproduction (produit)
Pour les articles homonymes, voir Préproduction.
 (août 2010).
La phase de préproduction ou préprod est l'étape précédant la mise en production (comprendre à disposition totale) d'un service ou d'un produit. Elle est en fait une phase de bêta-testing, au niveau de la préprod le produit n'est pas ou seulement partiellement utilisé chez le client de manière que lors du basculement (dans le cas par exemple d'un changement d'architecture) il n'y ait plus de problèmes majeurs à déclarer, ceux-ci ayant été décelés et comblés lors de la préprod. En effet la création ou la mise en place d'un service ou d'un produit suit obligatoirement les étapes suivantes :
- Développement
- Préproduction
- Production
- Postproduction
- Distribution